# Oestroidea
Oestroidea — надродина двокрилих комах підряду Коротковусі двокрилі (Brachycera). Відомо понад 12000 видів. Зустрічаються по всьому світі. Мерон з вертикальним рядом щетинок. Латеротергіти з волосками. Жилка A1 переднього крила не торкається до його краю.

## Класифікація
Надродина включає наступні родини:
- Каліфориди (Calliphoridae)
- Mesembrinellidae
- Mystacinobiidae
- Оводи (Oestridae)
- Polleniidae
- Rhiniidae
- Ринофориди (Rhinophoridae)
- Саркофагіди (Sarcophagidae)
- Тахінові мухи (Tachinidae)
- Ulurumyiidae[2]